# Houdelaincourt
Houdelaincourt ist eine französische Gemeinde mit 277 Einwohnern (Stand 1. Januar 2022) im Département Meuse in der Region Grand Est (vor 2016 Lothringen). Sie gehört zum Arrondissement Commercy und zum Kanton Ligny-en-Barrois.

## Geografie
Die Gemeinde liegt etwa 34 Kilometer südöstlich von Bar-le-Duc im Süden des Départements Meuse. Die Gemeinde besteht aus dem Ort Houdelaincourt und liegt am Ornain und am Rhein-Marne-Kanal. Weite Teile im Westen der Gemeinde sind bewaldet (Grand Bois genannt). Nachbargemeinden sind Baudignécourt im Norden, Delouze-Rosières im Osten, Abainville im Südosten, Bonnet im Süden und Südwesten sowie Saint-Joire im Nordwesten.

## Geschichte
Der Name der heutigen Gemeinde wurde 982 als Hodelincurt erstmals in einem Dokument über Gerhard I. von Toul erwähnt. Im Mittelalter gehörte die Gemeinde zum Gebiet des Herzogtums Bar und danach zum Herzogtum Lothringen, genauer zur (Bailliage) Saint-Thiébaud. Mit dieser Herrschaft fiel Houdelaincourt 1766 an Frankreich. Bis zur Französischen Revolution lag die Gemeinde im Grand-gouvernement de Lorraine-et-Barrois. Von 1793 bis 1801 war die Gemeinde dem Distrikt Gondrecourt zugeteilt und Teil des Kantons Demange aux Eaux, danach von 1801 bis 2015 Teil des Kantons Gondrecourt-le-Château. Seit 1801 ist Houdelaincourt dem Arrondissement Commercy zugeordnet.

### Bevölkerungsentwicklung
| Jahr                       | 1962 | 1968 | 1975 | 1982 | 1990 | 1999 | 2006 | 2011 | 2019 |
| Einwohner                  | 441  | 432  | 395  | 370  | 358  | 346  | 358  | 349  | 285  |
| Quellen: Cassini und INSEE |      |      |      |      |      |      |      |      |      |

## Sehenswürdigkeiten
- Kirche Saint-Pierre-ès-liens aus dem 16. Jahrhundert
- Kapelle Notre-Dame-de-la-Consolation aus dem Jahr 1921
- Zwei Wegkreuze; eines in der Rue de la Maix westlich des Dorfs und ein weiteres Wegkreuz in der Rue de l’église
- Zwei Lavoirs (Waschhäuser) innerhalb des Dorfs; das Waschhaus auf halbkreisförmigem Grundriss ist seit 1988 als Monument historique ausgewiesen[3]
- Denkmal für die Gefallenen[4]

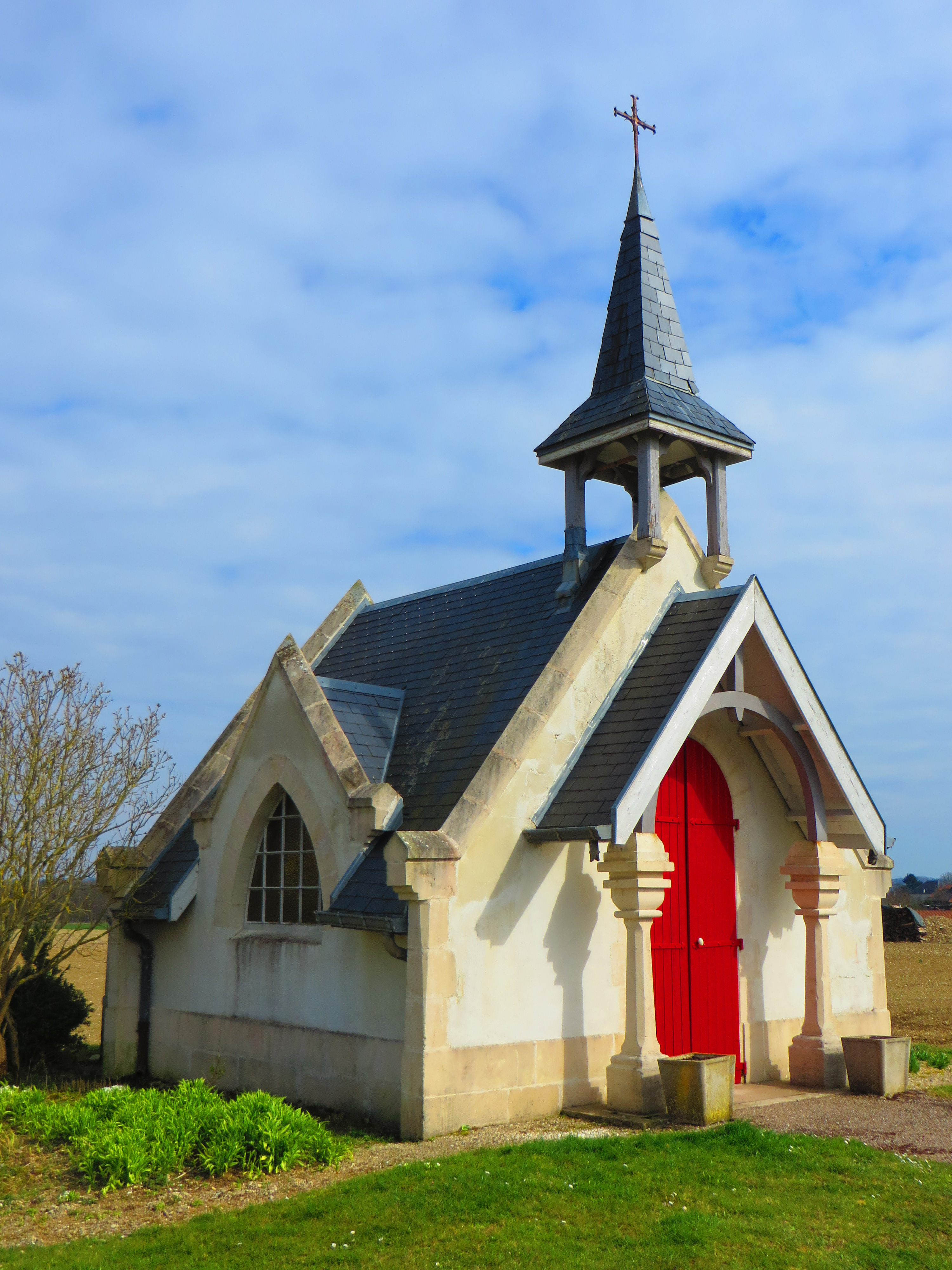
Kapelle Notre-Dame-de-la-Consolation
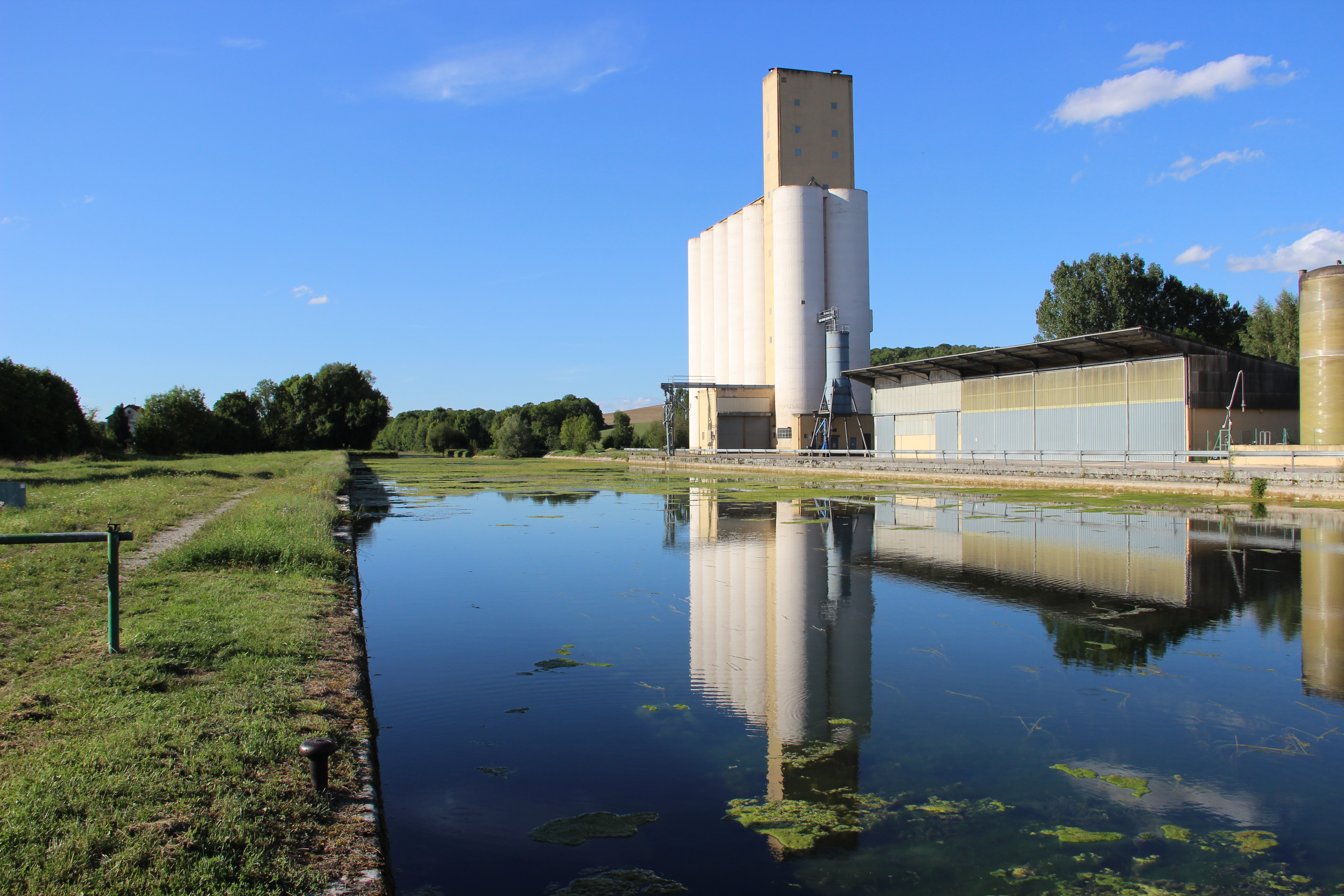
Rhein-Marne-Kanal und Silo bei Houdelaincourt
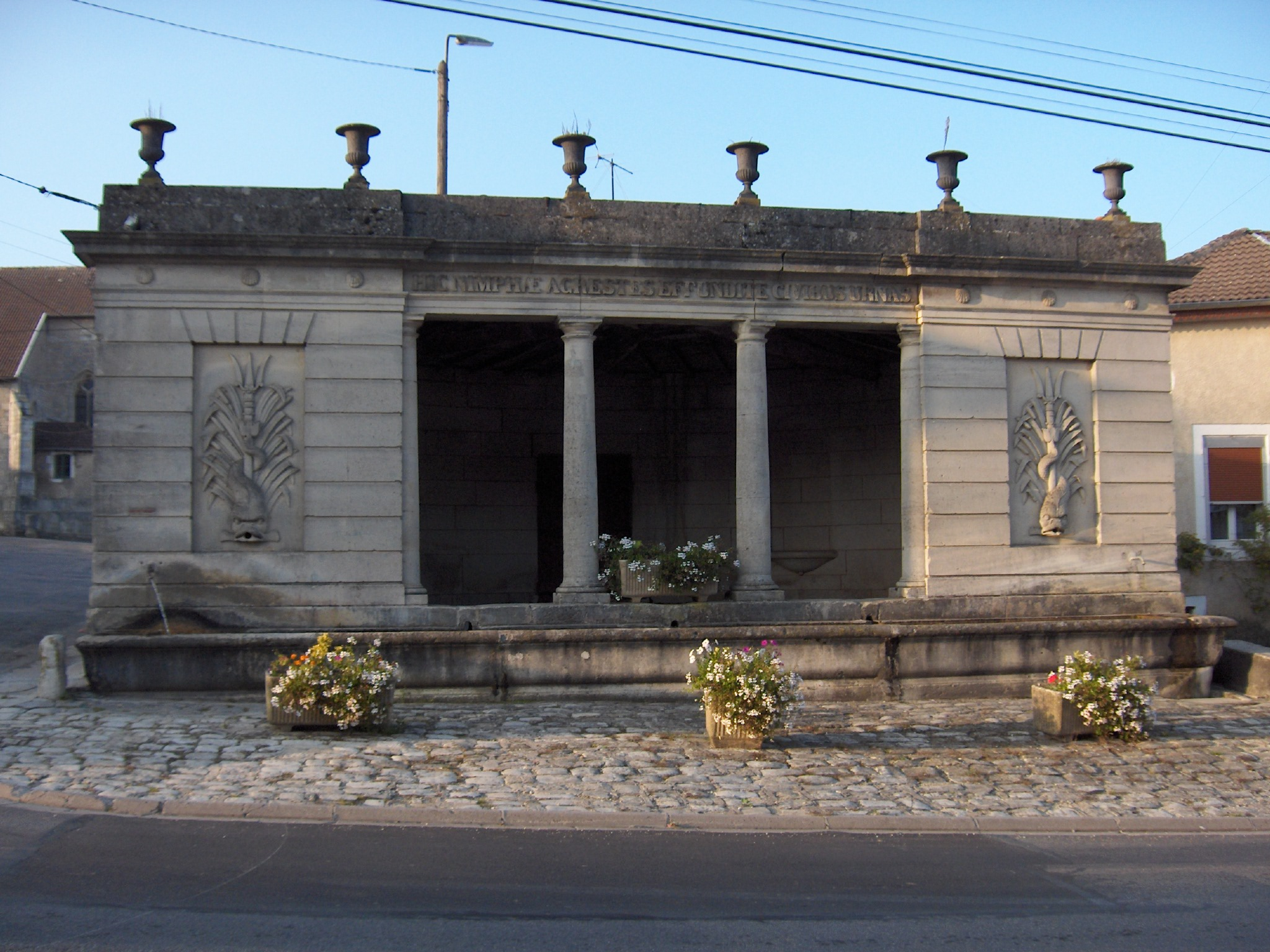
Ehemaliges Lavoir der Gemeinde